# José Francisco Zelaya y Ayes
José Francisco Zelaya y Ayes, né en 1798 à Juticalpa et mort en 1848 à Lepaguare, est un homme politique hondurien. Il est président du Honduras du 21 septembre 1839 au 31 décembre 1840.